# Șerbeștii Vechi, Galați
Șerbeștii Vechi este un sat în comuna Șendreni din județul Galați, Moldova, România. Se află în partea de sud-est a județului, în Câmpia Siretului Inferior, pe malul stâng al Siretului.